# 南急行
南急行（みなみきゅうこう、Sud-Express、シュド・エクスプレス）は、パリとイベリア半島を結ぶ国際列車の名称である。

## 概要
南急行は1887年10月に国際寝台車会社（CIWL）によって夜行列車として運行が開始された。総行程は2泊であった。当初、パリ（オステルリッツ駅）からマドリードへは毎日運行、リスボンへは隔日運行であった。方向に応じて、アンダイエかイルンでリスボン、ポルトまたはマドリード方面の列車と接続していた。
第二次世界大戦前には、現在のカスカイス線のSao Joao do Estorilまで直通していたようである（今日、エストリル (Estoril) はゴルフ、カジノ、F1グランプリで知られている。）。
この列車は、マドリード、リスボンへ向かうために重要であった。当時、ポルトガルへ向かうスペインの道路は、その大部分が舗装されておらず、列車か船のほかに選択肢は無かった。
第二次世界大戦後には、プルマン客車に加えて、DEV inoxの最初の車両が用いられた。当初は一等にのみだったが、遅れて二等車にも用いられるようになった。
1969年からは、パリ-マドリード間に、ワゴンリ客車とクシェット（1970年より）を連結し、速く、新しく、直行の新列車「プエルタ・デル・ソル」が運行を開始し、南急行のマドリード区間は廃止された。フランスにおいて最後となった、南急行におけるプルマンのサービスは、車齢が限界まで達したこと（半世紀近く運用された）と、欧州横断特急との競争により、1971年5月に終了した。
かつて、スペインの高地を走る区間は単線であった。このことは時々、反対方向から来る列車を待つための、星々の下での長時間停車をもたらした。
スペインとポルトガルとの間の国境駅はアルメイダ郡 (Almeida) のヴィラル・フォルモーゾ (Vilar Formoso) である。
リスボン方面とポルト方面への分岐点はPampilhosaに位置している。
スペイン内戦直後、蒸気機関車も石炭不足により、藁を燃料とした。結果として、田舎においてしばしば停車した。

## 軌間の変化
この列車の6両のクシェットの特徴は、フランスとスペインの軌間の違いに対応して、国境で台車を取り替えることが出来た点である。アンダイエにおいて、これらの客車は3両ずつに分けられ、小屋に設けられたジャッキによって持ち上げられる。6つのボギー台車は、軌間の異なるものに取り替えられる。専用の入換機関車 (locotracteur) が新たなボギー台車を引き出しながら、取り替えられるボギー台車を全て押し出す。長い間、この作業は、列車ごとに2度行われてきたが、その施設は、1996年以降、営業運転に際しては用いられていない。
その他の車両の乗客は、アンダイエの税関において、荷物とともに徒歩で客車を乗り換えた。
パリとマドリードを結ぶ豪華寝台列車である、「パリ-マドリード-タルゴ」 (Paris-Madrid-Talgo) 、のちに「ゴヤ」 (Goya) と呼ばれる直通のタルゴは、その軌間可変車軸によって、国境を直通出来る。この列車は、廃止された「プエルタ・デル・ソル」を引き継いだものである。

## 編成
クシェットのみが乗換無しでパリとポルトガルを結んだ。
このうち3両がリスボン、3両がポルト（カンパニャン駅）に向かった。
クシェット客車は6席コンパートメントを備えていた。
有名な「オリエント急行」と同じ寄木細工と銅のシャンデリアを備えた、同形式の食堂車とワゴン＝リ（寝台車とも呼ばれた）は、イベリア半島用のボギー台車（幅が広い）のみしかなく、アンダイエ - イルン - リスボン間でのみ運用されていた。
1970年代後半から、戦後のinox客車を置き換えるために、コライユ客車がフランス国内区間での南急行の編成に投入された。今日ではTGV Atlantiqueがこの任務に就いている。
2010年4月まで、南急行のイベリア半島区間には、ポルトガル鉄道 (CP) によって近代化されたドイツ製のU-Hansa形寝台車1両、ポルトガルの鉄道車両メーカーSOREFAMEが製造した21-40系及び88-40系からなるコンパートメントのステンレス製一等車及び二等車数両、食堂車といったこれらCPの客車と、10コンパートメントを備えるrenfeのクシェット数両 (Bc10x 9600系/50-70 600系) から編成された夜行列車であった。現在では、スペイン国鉄 (Renfe) に貸し出されたタルゴ客車を用いたトレンオテルとなっており、寝台車、食堂車、バー車両、リクライニングシート車両から編成されている。

## 旅客
1970年代から90年代にかけて、列車はフランス、ルクセンブルク、ベルギー、ドイツへと行く多数のポルトガル移民を輸送した。
彼らは、彼らにとっては高いフランスの食堂車を殆ど利用せず、安くて美味しいタラのあるポルトガルの食堂車を利用した。しかし、彼らはしばしば、柳で覆われた壷に入れた赤ワインとLusoの水をより好み、冷たい鶏肉、塩辛いハム、臭う卵からなる心のこもったピクニック食を好んだ。追加料金を支払うことなく、大量の荷物をコンパートメントに山積にした。雰囲気は楽しげであった。彼らは移民生活について語り、国での計画について率直に語った。
一等車や寝台車では雰囲気は異なり、ビジネスマンや、国家間交流の軍人、旅行者や芸術愛好家が利用した。今日では、南のオリエント急行の異名こそ生きてはいても、生活水準の向上に伴い、南急行の雰囲気は他のヨーロッパの長距離急行列車と変わらない。

## 接続
TGV Atlantiqueの開通により、コライユ客車により運行されていた南急行のフランス国内区間は、まず、冬季に廃止され、その後1990年代に入り夏季においても廃止された。南急行のサービスは完全に再設計された。TGVは現在、パリ - アンダイユ - イルンを約5時間30分で結び、トレンオテルへの即時の同一ホーム乗換は、以前の26時間に対してパリ - リスボン間約18時間30分のより快適な環境での旅を実現する。イルンにおける列車の乗換は、ボギー台車の取替よりも速い。また、通年、毎日運行されている。